# Combinació lineal
|  | Per a altres significats, vegeu «Combinació». |

Un vector {\displaystyle \ x} es diu que és combinació lineal d'un conjunt de vectors {\displaystyle \ A={x_{1},x_{2},x_{3},...,x_{n}}} si existeix una manera d'expressar-lo com a suma de part o tots els vectors de {\displaystyle \ A} multiplicats cadascun per un coeficient escalar {\displaystyle \ a_{1},a_{2},...,a_{n}}, de manera que:
{\displaystyle \ x=a_{1}x_{1}+a_{2}x_{2}+...+a_{n}x_{n}=\sum _{i=1}^{n}a_{i}x_{i}}.
Així, {\displaystyle \ x} és combinació lineal de vectors de {\displaystyle \ A} si podem expressar {\displaystyle \ x} com una suma de múltiples d'una quantitat finita d'elements de {\displaystyle \ A}.

## Exemple
En l'expressió {\displaystyle 2x+3y-2z=0}, es diu que {\displaystyle z} és combinació lineal de {\displaystyle x} i de {\displaystyle y}, perquè podem escriure {\displaystyle z=x+{\frac {3}{2}}y} sense més que aïllar la {\displaystyle z}. De la mateixa manera, aïllant oportunament, cada una d'aquestes variables es podria expressar com combinació lineal de les altres dues.
En altres paraules, expressa quina quantitat es necessita de cada vector del conjunt {\displaystyle \ A} perquè, quan es combinen linealment aquests elements, es pugui formar el vector {\displaystyle \ x} en qüestió.